# Neoennearthron
Neoennearthron is een geslacht van kevers in de familie houtzwamkevers (Ciidae).

## Soorten
- N. bicarinatum Miyatake, 1954
- N. hisamatsui Miyatake, 1959
- N. sakaii Kawanabe, 1994